# Goniothalamus nitidus
Goniothalamus nitidus är en kirimojaväxtart som beskrevs av Elmer Drew Merrill. Goniothalamus nitidus ingår i släktet Goniothalamus och familjen kirimojaväxter. Inga underarter finns listade i Catalogue of Life.